# Argentina i olympiska vinterspelen 2006
Argentina deltog med nio deltagare vid de olympiska vinterspelen 2006 i Turin. Ingen av landets deltagare erövrade någon medalj.